# Tétrakis(triméthylsilyl)silane
Le tétrakis(triméthylsilyl)silane est un composé organosilicié de formule chimique Si(Si(CH3)3)4. Il se présente sous la forme d'un solide blanc qui se sublime au-dessus de 300 °C. La molécule a une géométrie tétraédrique avec un atome de silicium central lié à quatre autres atomes de silicium.
On peut le préparer en faisant réagir du chlorure de triméthylsilyle ClSi(CH3)3, du tétrachlorure de silicium SiCl4 et du lithium, :
4 ClSi(CH3)3 + SiCl4 + 8 Li ⟶ Si(Si(CH3)3)4 + 8 LiCl.
Ce composé est un précurseur du tris(triméthylsilyl)silyllithium LiSi(Si(CH3)3)3 par réaction avec le méthyllithium CH3Li :
Si(Si(CH3)3)4 + CH3Li ⟶ LiSi(Si(CH3)3)3 + Si(CH3)4.
Le tris(triméthylsilyl)silyllithium est un organolithien polyvalent, pouvant conduire par exemple au tris(triméthylsilyl)silane HSi(Si(CH3)3)3.